# Tour de Porta Romana
La tour de Porta Romana (en italien : Torre di Porta Romana) est un bâtiment de Milan en Italie.

## Histoire
Les travaux de construction du bâtiment, conçu par l'architecte italien Paolo Chiolini, commencent en 1962 et sont achevés en 1963.

## Description
La tour, située dans le piazzale Medaglie d'Oro, domine avec sa hauteur de 89 mètres l'ancienne Porta Romana.